# Homerecording
Homerecording (abgeleitet vom Englischen: home recording, deutsch: Heimaufnahme) ist die Aufnahme und das Abmischen u. a. eigener Musikproduktionen  – nicht zuletzt auch für Demoaufnahmen oder/und Selbstveröffentlichungen – im privaten Hobbytonstudio (im Gegensatz zum professionellen Tonstudio).

## Geschichte

### Analoge Anfänge
Die heimische Vorproduktion von Musikstücken etablierte sich endgültig im Jahre 1979 mit Erscheinen des ersten 4-Spur-Kassettenrekorders mit eingebautem Mini-Mischpult (einer Gerätegattung, die umgangssprachlich oft als Multitracker bezeichnet wird), dem Teac/Tascam Portastudio 144. Bruce Springsteen genügte ein solches Gerät, um darauf 1982 ein komplettes Album (Nebraska) aufzunehmen und zu produzieren.
Mitte der 1980er Jahre stellte die Zündfunk-Redaktion im Bayerischen Rundfunk Musiker ohne Plattenvertrag vor, die ihre Aufnahmen komplett im Homerecording-Verfahren hergestellt hatten.

### Digitale Aufnahmetechniken
Homerecording hat ab Ende der 1990er(?) vor allem von der Digitalisierung der Klänge profitiert wie auch von der Verfügbarkeit leistungsstarker Computer, vielseitiger Soundkarten und entsprechender Software. Erst dadurch ist es möglich geworden, mehrere Produktionsschritte vom Arrangieren bis hin zum Mischen und Mastern in den Rechner zu verlegen und gleichzeitig in begrenzten Räumlichkeiten durchzuführen. (Dieser technische Fortschritt korrespondierte nahezu gleichzeitig mit der Digitaldrucktechnik und dem Book-on-Demand-Verfahren, das u. a. nicht zuletzt auch den Selbstverlag bzw. die Selbstpublikation von Büchern wie auch von Booklets für CDs vereinfachte und kostengünstiger machte.)
Aufgrund begrenzter Zuwachsraten im professionellen Bereich bemühen sich die Hersteller von Musiksoftware seit etwa 2005(?) besonders um den expandierenden Homerecording-Markt. Mit vergleichsweise wenig Aufwand lassen sich seither Aufnahmen erstellen, die auch höheren Ansprüchen genügen und qualitativ nah an professionelle Musikproduktionen heranreichen.

### Folgeentwicklungen
Inzwischen fertigen auch manche Musikproduzenten wie etwa Scott Storch und Timbaland ihre Aufnahmen und Arrangements zuerst im Homerecording-Studio an, ehe sie die Titel in einem großen Tonstudio weiterbearbeiten oder fertigstellen. Im Regelfall wird die Produktion nicht mit großen Mischpulten, analogen Effekten und Outboardequipment erstellt, sondern mit Hilfe der Möglichkeiten, die aktuelle PCs und kleine Mehrspurrekorder bieten.
Professionelle Tontechniker finden angesichts der Ausweitung des Homerecordings immer weniger Auftraggeber, was auch bereits zum Niedergang größerer kommerzieller Tonstudios beigetragen hat.